# Le Diable sur les collines
Pour les articles homonymes, voir Le Diable sur les collines (homonymie).
Le Diable sur les collines (Il diavolo sulle colline) est un roman italien écrit du 20 juillet au 4 octobre 1948 par Cesare Pavese et publié en 1949 dans le recueil Le Bel Été (La bella estate).

## Résumé
Le roman suit le parcours de trois amis inséparables, le narrateur, un bon citadin, Pieretto, le plus intellectuel des trois, et Oreste, un campagnard simple et naïf. Dans leurs pérégrinations à travers les collines, ils rencontrent Poli, le fils toxicomane des propriétaires du domaine Greppo, sous l'emprise de la cocaïne. Attirés par ses manières peu conventionnelles et cordiales, ils lui tiendront compagnie dans ses balades en voiture.

## Commentaires
Pour le personnage de Poli, Pavese s'est inspiré de son ami le poète Carlo Grillo (it) (1919-1990).

## Éditions
- Cesare Pavese, Il diavolo sulle colline, Einaudi, coll. « collana Supercoralli », 1962, 517 p.
- Cesare Pavese, Il diavolo sulle colline, Urban Apnea Edizioni, 2020, 172 p.

### Traduction française
- Cesare Pavese (trad. Michel Arnaud), Le Diable sur les collines, Gallimard, 1955 dans le recueil Le Bel Été[2]

## Adaptation cinématographique
- Le Diable sur les collines, le dernier film de Vittorio Cottafavi sorti en 1985.